# Aleksandr Albow
Aleksandr Pawłowicz Albow (ros. Александр Павлович Альбов; ur. w 1902, zm. 3 listopada 1989 w USA) – rosyjski biały wojskowy, szef oddziału propagandy w sztabie lotnictwa wojskowego Sił Zbrojnych Komitetu Wyzwolenia Narodów Rosji pod koniec II wojny światowej.

## Życiorys
W 1918 r. ukończył gimnazjum w Odessie, po czym przystąpił do białych. Był członkiem konspiracyjnej organizacji płk. A. P. Sablina, która w sierpniu 1919 r. wyzwoliła Odessę od bolszewików. Następnie służył w 1 odeskim pułku wartowniczym. Od końca sierpnia 1919 r. był dowódcą samochodu pancernego „Gienierał Drozdowskij”. Latem 1920 r. ukończył korniłowską szkołę junkrów, po czym służył jako młodszy oficer w kompanii sztabowej w Sewastopolu. Został odznaczony Krzyżem Św. Jerzego 4 klasy. Od 6 sierpnia 1920 r. był podporucznikiem w lejbgwardii izmaiłowskiego pułku piechoty. Po ewakuacji wojsk białych z Krymu do Gallipoli w listopadzie tego roku, zamieszkał w Królestwie SHS. Od jesieni 1925 r. wchodził nominalnie w skład gwardyjskiego oddziału rosyjskich emigrantów. W okresie II wojny światowej podjął współpracę z Niemcami. Pod koniec 1944 r. został w stopniu majora szefem oddziału propagandy w sztabie lotnictwa wojskowego Sił Zbrojnych Komitetu Wyzwolenia Narodów Rosji. Po zakończeniu wojny uniknął repatriacji do ZSRR. Zamieszkał w USA, gdzie zmarł 3 listopada 1989 r. Był autorem wspomnień z okresu wojny domowej w Rosji.